# Донкурт о Темплије
Донкурт о Темплије (фр. Doncourt-aux-Templiers) насеље је и општина у североисточној Француској у региону Лорена, у департману Меза која припада префектури Верден.
По подацима из 2011. године у општини је живело 77 становника, а густина насељености је износила 12,46 становника/km². Општина се простире на површини од 6,18 km². Налази се на средњој надморској висини од 300 метара (максималној 225 m, а минималној 206 m).

## Демографија
| 1962. | 1968. | 1975. | 1982. | 1990. | 1999. | 2011. |
| ----- | ----- | ----- | ----- | ----- | ----- | ----- |
| 95    | 98    | 68    | 70    | 76    | 68    | 77    |

График промене броја становника у току последњих година